# Marek Gołąb
Marek Gołąb (Zakliczyn, 1940. május 7. – Wrocław, 2017. október 6.) olimpiai bronzérmes lengyel súlyemelő.

## Pályafutása
Az 1968-as mexikóvárorosi olimpián bronzérmet szerzett. Két-két világbajnoki és Európa-bajnoki bronzérmet ért el pályafutása során.

## Sikerei, díjai
- Olimpiai játékok (90 kg)
  - bronzérmes: 1968, Mexikóváros
- Világbajnokság (90 kg)
  - bronzérmes 1966, 1968
- Európa-bajnokság (90 kg)
  - bronzérmes: 1964, 1966